# Niagara Falls (Nueva York)
Niagara Falls fundada en 1892, es una ciudad situada en la orilla este del río Niágara en el condado epónimo, situado en el estado de Nueva York, Estados Unidos de América. En el año 2000 tenía una población de 55,593 habitantes y una densidad poblacional de 1,527.3 personas por km². Niagara Falls es una ciudad fronteriza con Canadá. En ella se encuentran las famosas cataratas del Niágara, que la separan de su ciudad homónima en Ontario.

## Geografía
Niagara Falls se encuentra ubicada en las coordenadas 43°05′39″N 79°01′02″O / 43.09417, -79.01722. Según la Oficina del Censo, la ciudad tiene un área total de 43,5 km² (16,8 mi²), de la cual 36,4 km² (14,1 mi²) es tierra y 7,1 km² (2,7 mi²) (16.37%) es agua.

## Demografía
Según la Oficina del Censo en 2000 los ingresos medios por hogar en la localidad eran de $26.800, y los ingresos medios por familia eran $34.377. Los hombres tenían unos ingresos medios de $31.672 frente a los $22.124 para las mujeres. La renta per cápita para la localidad era de $19.620. Alrededor del 13.3% de la población estaba por debajo del umbral de pobreza.